# Heleniella curtistila
Heleniella curtistila är en tvåvingeart som beskrevs av Ole Anton Saether 1969. Heleniella curtistila ingår i släktet Heleniella och familjen fjädermyggor. Inga underarter finns listade i Catalogue of Life.